# Vignonet
Vignonet é uma comuna francesa na região administrativa da Nova Aquitânia, no departamento da Gironda. Estende-se por uma área de 4,16 km². Em 2010 a comuna tinha 512 habitantes (densidade: 123,1 hab./km²).